# Владиславівка (Білогірський район)
Владисла́вівка (крим. Vladıslavivka) — село Білогірського району Автономної Республіки Крим.
Входить до складу Новогригорівської сільської ради.
Відстань від райцентру до населеного пункта становить 46 кілометрів по прямій.